# فوكس سوكر بلس
فوكس سوكر بلس (بالإنجليزية: Fox Soccer Plus)‏(سابقًا:Setanta Sports) هي قناة رياضية أمريكية مخصصة لكرة القدم ودوري الرجبي. أطلقت في عام 2005 من قبل الإذاعة الرياضية الأيرلندية سيتانتا سبورتس لتقديم الأحداث الرياضية الرئيسية في الولايات المتحدة ومنطقة البحر الكاريبي، غيرت علامته التجارية في 1 مارس 2010 إلى الاسم الحالي.